# Joel Lebowitz

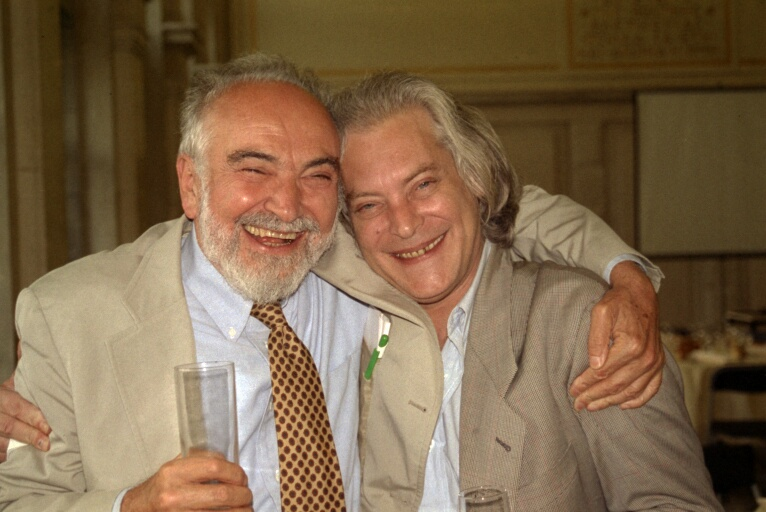
Lebowitz (izquierda) y Mitchell Feigenbaum (derecha) (1998)

Joel Louis Lebowitz (Tiachiv, 10 de mayo de 1930) es un físico matemático ampliamente reconocido por sus destacadas contribuciones a la física estadística, la mecánica estadística y muchos otros campos de las matemáticas y la física.
Ha publicado más de quinientos artículos sobre física estadística y ciencia en general, y es uno de los fundadores y editores del Journal of Statistical Physics. Ha sido presidente de la Academia de Ciencias de Nueva York. Es profesor de matemáticas y física George William Hill en la Universidad de Rutgers. También es un miembro activo de la comunidad de derechos humanos y copresidente desde hace mucho tiempo del Comité de Científicos Preocupados.

## Biografía
Nació en Taceva, Checoslovaquia (actualmente Ucrania) en 1930 dentro del seno de una familia judía. Durante la Segunda Guerra Mundial fue deportado con su familia a Auschwitz, donde su padre, su madre y su hermana menor fueron asesinados en 1944. Tras ser liberado del campo, se trasladó a Estados Unidos en barco, y estudió en una escuela judía ortodoxa y en el Brooklyn College.
Obtuvo su doctorado en la Universidad de Siracusa en 1956 bajo la supervisión de Peter G. Bergmann. Luego continuó sus investigaciones con Lars Onsager, en la Universidad de Yale, donde consiguió un puesto docente. Se trasladó al Instituto de Tecnología Stevens en 1957 y a la Universidad Yeshiva en 1959.
Finalmente consiguió un puesto docente en la Universidad de Rutgers en 1977, donde ocupa el prestigioso puesto de profesor George William Hill. Durante sus años en la Universidad Yeshiva y la Universidad Rutgers ha estado en contacto con varios científicos y artistas, como Fumio Yoshimura y Kate Millett. En 1975 fundó la Revista de Física Estadística. En 1979 fue presidente de la Academia de Ciencias de Nueva York. Ha sido uno de los partidarios más activos de los científicos disidentes en la antigua Unión Soviética, especialmente de los científicos rechazados.

## Investigación
Ha realizado muchas contribuciones importantes a la mecánica estadística y la física matemática. Demostró, junto con Elliott H. Lieb, que las interacciones de Coulomb obedecen al límite termodinámico. También estableció lo que hoy se conocen como desigualdades de Lebowitz para el modelo de Ising. Sus intereses actuales están en problemas de mecánica estadística de no equilibrio.
Se convirtió en editor en jefe del Journal of Statistical Physics en 1975, cargo que ocupó hasta septiembre de 2018. Organiza una serie de conferencias semestrales que se llevan a cabo, primero en la Universidad Yeshiva y luego en la Universidad Rutgers, que lleva funcionando 60 años. También es conocido como coeditor de una influyente serie de reseñas, Phase Transitions and Critical Phenomena.

## Premios y honores
Ha sido galardonado con varios honores, como la Medalla Boltzmann (1992), la Medalla Nicholson (1994) otorgada por la Sociedad Estadounidense de Física, la Medalla Delmer S. Fahrney (1995), el Premio Henri Poincaré (2000), el Premio Volterra (2001) y el Premio Heineman de Física Matemática (2021). Entre otros reconocimientos, Lebowitz recibió la Medalla Max Planck en 2007 "por sus importantes contribuciones a la física estadística de los sistemas de equilibrio y no equilibrio, en particular sus contribuciones a la teoría de las transiciones de fase, la dinámica de los sistemas infinitos, y los estados estacionarios de no equilibrio" y "por promover nuevas direcciones en este campo en su frente más lejano, y por introducir con entusiasmo a varias generaciones de científicos en este campo". En 2014 recibió la Grande Médaille de la Academia Francesa de Ciencias. En 2022 recibió la Medalla Dirac del ICTP.
Es miembro de la Academia Nacional de Ciencias de Estados Unidos. En 1966, se convirtió en miembro de la Sociedad Estadounidense de Física. y en 2012, se convirtió en miembro de la Sociedad Estadounidense de Matemáticas.
Recibió un título honorario de Doctor en Ciencias en la graduación número 158 de la Universidad de Siracusa en 2012.